# Close II You
Close II You (uitspreken als: Close To You) is een Nederlandse meidengroep. De groep werd in 1996 bij elkaar gezocht door de producers Eeg van Kruysdijk en Ed van Otterdijk door middel van audities. In 2001 werd de groep opgeheven en maakten drie leden een doorstart als GTO. In 2003 werd GTO opgeheven en gingen de drie leden hun eigen weg. In september 2009 gaven slechts vier van de vijf meiden een eenmalig optreden en op 26 april 2011 werd bekendgemaakt dat de meiden bezig zijn met een comeback.
De groep staat bekend om zijn vele formaties. De oorspronkelijke bezetting bestond uit Arlice Beeldsnijder, Marsha van de Berg, Sascha Koninkx, Nadja Nooijen en Natascha Scheffers. Beeldsnijder werd al snel vervangen door Sally Flissinger. Daarna verliet Koninkx de groep en ging de groep verder als kwartet. Twee jaar later vertrok Van de Berg en werd zij weer vervangen door Koninkx. Niet veel later vertrok ook Flissinger, maar werd toen niet vervangen. De groep ging toen verder als trio. Bij de 2009 reünie waren alleen Van de Berg, Koninkx, Scheffers en Flissinger van de partij en hetzelfde geldt voor de comebackformatie. Dit houdt in dat alleen Scheffers door de jaren heen deel uitmaakte van alle formaties.

## Biografie

### 1996-1997: Formatie en de start
Na het succes van de Spice Girls besloten producers Ed van Otterdijk en Eeg van Kruysdijk het Nederlands antwoord te zoeken. In het najaar van 1996 werden er audities gehouden voor een nieuwe girlband en na verschillende auditierondes kwamen Arlice Beeldsnijder, Marsha van de Berg (27 april 1975), Sascha Koninkx (16 mei 1979), Nadja Nooijen (14 juli 1978) en Natascha Scheffers (17 mei 1972) uit de bus om het groepje "Close II You" te vormen. Nooijen was voorheen danseres bij technoact Critical Mass en had al wat ervaring opgedaan als zangeres. Doordat Nooijen al wat ervaring had werd zij de leadzangeres van de groep, Scheffers werkte in een ziekenhuis en had voornamelijk horeca-ervaring. Van de Berg en Koninkx werden ontdekt in de discotheek waar Van Kruysdijk als dj draaide en gevraagd om auditie te komen doen.
Nadat de groep compleet was, moesten de vijf meiden veel oefenen en trainen. Uiteindelijk debuteerde Close II You in de zomer van 1997 met het nummer "Nice & Nasty". De single kwam in juli van dat jaar binnen in de diverse Nederlandse hitlijsten en haalt de nummer 32 in de Nederlandse Top 40. Nog voor dat de eerste single van de groep echt begon te lopen, stapte Beeldsnijder uit de groep. Het zou voornamelijk niet geklikt hebben tussen Beeldsnijder en de andere vier meiden en dan vooral met Nooijen. Beeldsnijder zou het niet kunnen uitstaan dat Nooijen tot leadzangeres was benoemd en zou jaloers zijn. Beeldsnijder werd vervangen door Sally Flissinger (13 maart 1974). Flissinger zong daarvoor al acht jaar lang in de band Peewee. Ook was Flissinger gevraagd om tijdens de originele groepering plaats te nemen in de groep, maar weigerde dit omdat ze goed na wilde denken of ze bekend wilde worden. Flissinger was vrij prive. Na het vertrek van Beeldsnijder, werd meteen gedacht aan Flissinger om haar te vervangen.Flissinger had net een wereldreis geboekt van 6 maanden en afscheid genomen van haar band Peewee. Haar vriendin heeft haar reis gemaakt.

### 1997-1999: Closer
Door het vertrek van Beeldsnijder moest al het opgenomen materiaal opnieuw worden ingezongen door Flissinger. Hierdoor verscheen het tweede nummer wat later dan gepland. Uiteindelijk werd het tweede nummer "Baby Don't Go" hetzelfde jaar nog uitgebracht. Met deze single wist de groep te scoren, want het behaalde de nummer 4 in de Top 40. Daarnaast kwam de single ook bij veel andere Europese landen in de hitlijsten terecht. De single werd bekroond met een TMF Award voor beste videoclip.
In het voorjaar van 1998 kwam Close II You's derde single uit. "Somebody" wordt uitgeroepen tot Alarmschijf op Radio 538 en Superclip op TMF. De single wist ook een top 10-hit te worden en wist zelfs de status goud te halen. In diezelfde maand verscheen ook het debuutalbum "Closer". Closer werd ook een succes en haalde uiteindelijk de zesde positie in de albumhitlijsten. Door het succes van het album en de twee voorgaande singles werd hun vierde single "Hold Me Now" in juli uitgebracht. Hold Me Now werd een minder succes en komt niet verder dan nummer 32 in de Top 40. Echter, het mindere succes kon de pret niet drukken, want de groep stond voor de hele zomer volgeboekt met optredens. Voor sommige fans was het even schrikken toen ze in de clip van "Hold Me Now" Koninkx niet zagen, maar Koninkx zat niet in de clip vanwege ziekte. Ook tijdens vele optredens gedurende de zomer was Koninkx vaker afwezig dan aanwezig. Uiteindelijk besloot Koninkx de groep definitief te verlaten vanwege gezondheidsredenen. De overige vier meiden gingen als kwartet verder.
Kort na het vertrek van Koninkx brachten ze het nummer "Friends" uit en voor de videoclip werden enkele duizenden fans uitgenodigd om te komen figureren. Het nummer bleef op nummer 32 steken, en wordt lichtelijk een flop genoemd. De single kreeg zelfs een heruitgave in de vorm van een kersteditie, maar ook die had geen succes.
In december van '98 werd Close II You geteisterd door een griepvirus. Dat had als consequentie dat een groot deel van de geplande concerten met René Froger in Ahoy' plaatsvonden met vervangster Kelly ter Horst, die eerder zong in de groep Mac4. Want wanneer er één ziek was, was de andere beter en andersom. De meiden konden niet elkaars roulaties leren, omdat het te veel zijn. De meiden besloten om Kelly ter Horst tijdelijk te vragen om, wanneer het nodig was, iemand te vervangen. De meiden traden dan regelmatig op in wisselende samenstelling met Kelly ter Horst (18 januari 1973). Maar als dan halverwege januari '99 de meiden er nog steeds niet bovenop zijn, werd besloten om tijdelijk alle optredens te annuleren. Zo kregen de meiden de kans om uit te zieken en aan te sterken. Na een adempauze van ruim een maand, gingen de dames begin maart weer aan het werk. Ter Horst zou aanvankelijk door het vertrek van Koninkx in eerste instantie het vijfde lid worden, maar doordat zij langer dan gedacht was actief was als vervangster was zij in het voorjaar van 1999 doodop van alle optredens en had hierdoor geen tijd om op tijd op kracht te komen.

### 1999-2001: Tweede album
In 1999 doken de dames weer in de studio om hun tweede album en een nieuwe single op te nemen. Dit duurde echter iets langer dan gepland. De dames traden het hele jaar nog op en waren vaak aanwezig bij programma's. In het najaar van 1999 maakten ze bekend dat er eindelijk een nieuwe single klaar lag en dat deze in januari 2000 zou uitkomen. Er kwam echter geen single en er werd er ook niet bekendgemaakt waarom niet. Wel traden de meiden nog vaak op en ook hier zongen ze geen nieuwe nummers.
Uiteindelijk kregen de dames in mei van dat jaar het antwoord waarom het zo lang duurde. In mei was namelijk het laatste optreden van Close II You waarbij Van de Berg onderdeel uitmaakte. Van de Berg vond het namelijk dat het na drie jaar genoeg geweest was en wilde graag iets anders doen. De groep bleek hier namelijk al een tijdje mee rond te hebben gelopen en vonden het niet slim om nieuw materiaal uit te brengen als ze zelf wisten dat één lid er niet veel later toch mee zou stoppen. Ze kwamen echter door het vertrek van Van de Berg wel met een ander leuk idee. Zo werd namelijk oud-lid Koninkx teruggevraagd om Van de Berg te vervangen en maakte ze haar comeback op 19 mei 2000.
De dames doken dan meteen weer de studio in om verder aan het tweede album te werken. De dames besloten zelfs hun optreden op de Megafestatie te annuleren, omdat ze zich wilden focussen op hun nieuwe single die in augustus 2000 moest uitkomen. De meiden besloten eind augustus de single toch uit te stellen naar oktober, maar een reden werd wederom niet gegeven. Toen eind september ook Flissinger de groep verliet, leek alles weer van voor af aan te beginnen. Flissinger verliet de groep om solo verder te gaan. Later maakte Flissinger bekend op de officiële fansite dat ze op was en dat ze even vooral aan zichzelf moest gaan denken en dat Close II You daar helaas geen plek in kon krijgen. Er werd voor Flissinger geen vervanger gezocht en de overige drie meiden besloten als trio verder te gaan. Door het vertrek van Flissinger werd de verschijningsdatum van hun vijfde single wederom uitgesteld.
De overige drie meiden bleven dan gewoon optreden, maar de boekingen werden steeds minder. Ook werd er niet meer over hun nieuwe single gesproken. Zelfs na de zomer van 2001 stonden er geen optredens meer ingepland. De producers van de meiden verbraken dan de samenwerking met de groep. In december van 2001 maakten de meiden echter bekend een doorstart te gaan maken met GTO "Girls Together Outrageously" met nieuwe producers.
De single die klaar lag, was het door Van Kruysdijk en Devon Marks geschreven "Don't You Know Why", dat Van Kruysdijk vervolgens opnam met de groep She Said met daarin Marieke van Ginneken (Idols).

### 2001-2003: GTO
De meiden traden vanaf december 2001 weer op, maar met allemaal nieuwe nummers en een paar nummers van Close II You. In het voorjaar en de zomer van 2002 gingen de meiden als GTO op tournee om naamsbekendheid te krijgen. De meiden waren dan ook druk bezig met de nieuwe single. Uiteindelijk werd de single "I'll be Around" uitgebracht op 18 oktober 2002. De single bereikte de hitlijsten niet en was zelfs de grootste flop van de groep ooit. De meiden bleven echter positief en bleven gewoon optreden. Uiteindelijk traden de meiden op 15 juli 2003 voor het laatst op.
Het was daarna lange tijd stil, maar op 27 oktober 2003 maakte Koninkx via de officiële fansite bekend dat ze inmiddels waren gestopt en dat er ook geen afscheidsoptreden zou komen. De reden was voornamelijk dat Nooijen geen leven meer wilde in de showbizz en om deze reden GTO al had verlaten. Koninkx en Scheffers zouden na het vele repeteren en oefenen geen zin meer gehad hebben om een nieuw meisje in te werken.

### 2009: eenmalig optreden
Op 20 september 2009 hielden Scheffers, Koninkx, Van de Berg en Flissinger een eenmalig reünieoptreden als Close II You. Nooijen, die al eerder aangaf niet meer in de showbizz te willen werken, was niet van de partij. Wel was ze aanwezig bij het optreden en komt ze regelmatig samen met de andere vier meiden, maar in een optreden had ze geen zin meer. Flissinger nam de leadvocals van Nooijen over.

### 2011-2013: comeback
Op 26 april 2011 maakten de dames bekend dat ze bezig zijn met een eenmalige comeback. Het optreden in 2009 was zo'n succes dat de meiden besloten om definitief terug te komen met een nieuwe single. Op 30 mei 2011 werd bekendgemaakt dat Close II You een comeback zou maken met behulp van het internetprogramma "The Come-Back", een programma van V-Academy; de kweekvijver van Veronica. In het programma is te zien hoe de meiden in zes afleveringen van 10 minuten klaar worden gemaakt voor hun grote comeback. De groep kreeg de kans om met de hulp van een styliste, choreograaf en een producer een nieuwe single te maken. Na jaren wachten kregen de fans eindelijk een nieuwe single van "Close II You". Tijdens de perspresentatie van het format "The Comeback" presenteerde Close II You ook hun nieuwe single "Fuel To My Fire", die ook aan de meiden werd overhandigd door Ruud de Wild. De Wild verraste hen ook nog met een gouden plaat, voor het album Closer uit 1998. Tevens werd er tijdens de presentatie bekendgemaakt dat Nooijen wederom geen deel uitmaakt van de groep. De groep gaat verder met z'n vieren. Nooijen heeft het hoofdstuk "Close II You" afgesloten en zag niets in een comeback, de overige vier meiden accepteren haar keuze en gaan als een kwartet verder. Kort na de verschijning van de single maakte Flissinger bekend niet mee te willen werken aan een vervolg op "Fuel To My Fire" Dat had ze voordat ze meewerkte aan de Comeback al aangegeven. Ze mocht van haar band Hermeshouseband international, de maand Mei laten blokken. Mede door het feit dat Van de Berg in verwachting is, lijkt het sterk dat de groep bij elkaar blijft.
Tussen 2011 en 2013 gaven de vier meiden (soms) in verschillende samenstellingen een optreden. De groep is niet meer te boeken voor optredens, en heeft geen plannen om nieuw materiaal uit te brengen of op te nemen.

## Discografie

### Albums
| Album met eventuele hitnotering(en) in de Nederlandse Album Top 100 | Datum van verschijnen | Datum van binnenkomst | Hoogste positie | Aantal weken | Opmerkingen |
| ------------------------------------------------------------------- | --------------------- | --------------------- | --------------- | ------------ | ----------- |
| Closer                                                              | 29-04-1998            | 09-05-1998            | 6               | 17           | Goud        |

### Singles
| Single met eventuele hitnotering(en) in de Nederlandse Top 40 | Datum van verschijnen | Datum van binnenkomst | Hoogste positie | Aantal weken | Opmerkingen                           |
| ------------------------------------------------------------- | --------------------- | --------------------- | --------------- | ------------ | ------------------------------------- |
| Nice & nasty                                                  | 1997                  | 02-08-1997            | 32              | 3            | #18 in de Single Top 100              |
| Baby don't go                                                 | 1998                  | 05-06-1998            | 4               | 14           | #4 in de Single Top 100 / Goud        |
| Somebody                                                      | 1998                  | 04-04-1998            | 8               | 8            | #8 in de Single Top 100 / Alarmschijf |
| Hold me now                                                   | 1998                  | 18-07-1998            | tip2            | -            | #32 in de Single Top 100              |
| Friends                                                       | 1998                  | 28-11-1998            | 27              | 7            | #26 in de Single Top 100              |
| Fuel to my fire                                               | 2011                  | -                     |                 |              | #34 in de Single Top 100              |

| Single met hitnotering(en) in de Vlaamse Ultratop 50 | Datum van verschijnen | Datum van binnenkomst | Hoogste positie | Aantal weken | Opmerkingen |
| ---------------------------------------------------- | --------------------- | --------------------- | --------------- | ------------ | ----------- |
| Baby don't go                                        | 1997                  | 28-02-1998            | 39              | 4            |             |

## Bezetting

### Leden
- Arlice Beeldsnijder (1996-1997)
- Marsha van de Berg (1996-2000, 2009, 2011-2013)
- Sascha Koninkx (1996-1998, 2000-2003, 2009, 2011-2013)
- Nadja Nooijen (1996-2003)
- Natascha Scheffers (1996-2003, 2009, 2011-2013)
- Sally Flissinger (1997-2000, 2009, 2011-2013)
- Kelly ter Horst (1998-1999)